# O Encontro (álbum de Val Martins)
O Encontro é o álbum de estreia do cantor e compositor Val Martins, lançado pela gravadora MK Music em 1996.

## Faixas[4]
1. Quero muito Mais - 04:17 (Val Martins e Sérgio Lopes)
2. Radical - 05:09 (Val Martins e Sérgio Lopes)
3. A Luz - 04:12 (Sérgio Herval e Sérgio Lopes)
4. O Encontro - 04:31 (Val Martins e Sérgio Lopes)
5. Canto de Renovação - 04:50 (Val Martins e Sérgio Knust)
6. Prazer de Viver - 03:53 (Val Martins e Agnaldo Silva)
7. Um Sonho a Mais - 03:51 (Val Martins e Lenilton)
8. Pastor da nossa Redenção - 04:27 (Val Martins e Sérgio Knust)
9. Luz do Mundo - 03:56 (Sérgio Knust)
10. Sol da Minha Vida - 03:59 (Val Martins e Agnaldo Silva)